# Phrynobatrachus ogoensis
Phrynobatrachus ogoensis és una espècie de granota que viu a Gabon i Libèria.